# Шквал (модуль)
КБА-105 «Шквал» — український уніфікований бойовий модуль з автоматичною гарматою калібру 30-мм як основним озброєнням, призначений для модернізації БМП, БТР та іншої легкоброньованої техніки.

## Історія
Розроблений КП «НТЦ АСО».

## Характеристики
«Шквал» має на озброєнні 30-мм гармату ЗТМ-1 або ЗТМ-2, 7,62-мм спарений кулемет КТ-7,62, 30-мм автоматичний гранатомет АГ-17 і протитанкове кероване озброєння.
30-мм гармата подвійного живлення має готовий до використання боєкомплект із 350 снарядів. Боєкомплект 7,62-мм спареного кулемета становить 2500 патронів. З лівого боку башти встановлений 30-мм гранатомет, у якого 29 готових до використання гранат, і додатково 87 гранат перевозиться в резерві (три магазини, в кожному з яких знаходиться 29 гранат).
Шість 81-мм установок димових/аерозольних гранат встановлені по три штуки з кожного боку башти для стрільби вперед.
Комплекс управління вогнем включає прицільний комплекс ОТП-20, який інтегрований з системою управління стрільбою керованими ракетами, і стабілізатор озброєння СВУ-500.
Універсальний бойовий модуль «Шквал» також встановлюють на модернізовані БМП-1У «Шквал», на бронетранспортери МТ-ЛБМШ, БТР-3У і БТР-4.

## Експлуатація
У 2015 році концерн «Укроборонпром» повідомив про намір почати серійне виробництво модулів.

## Галерея

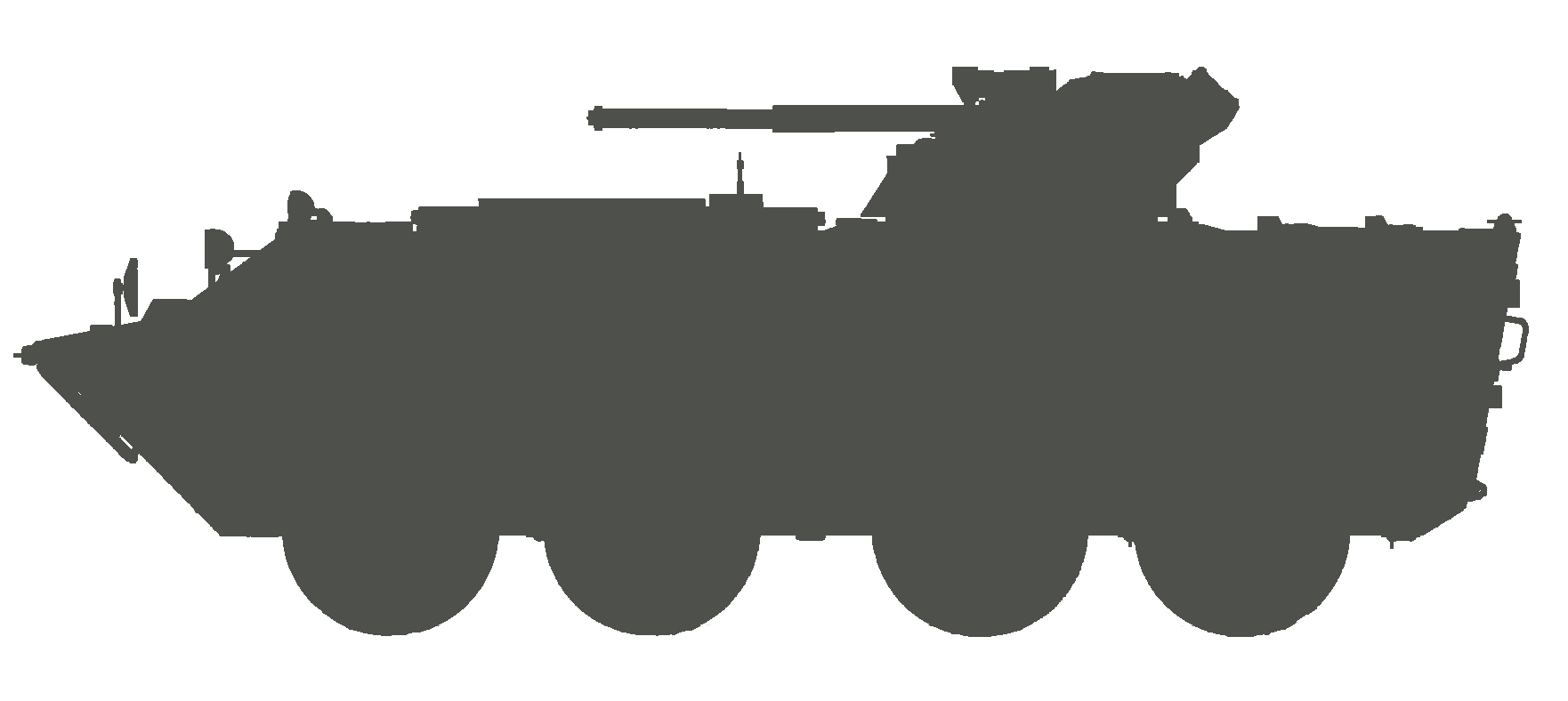
Силует БТР-4 з модулем «Шквал»
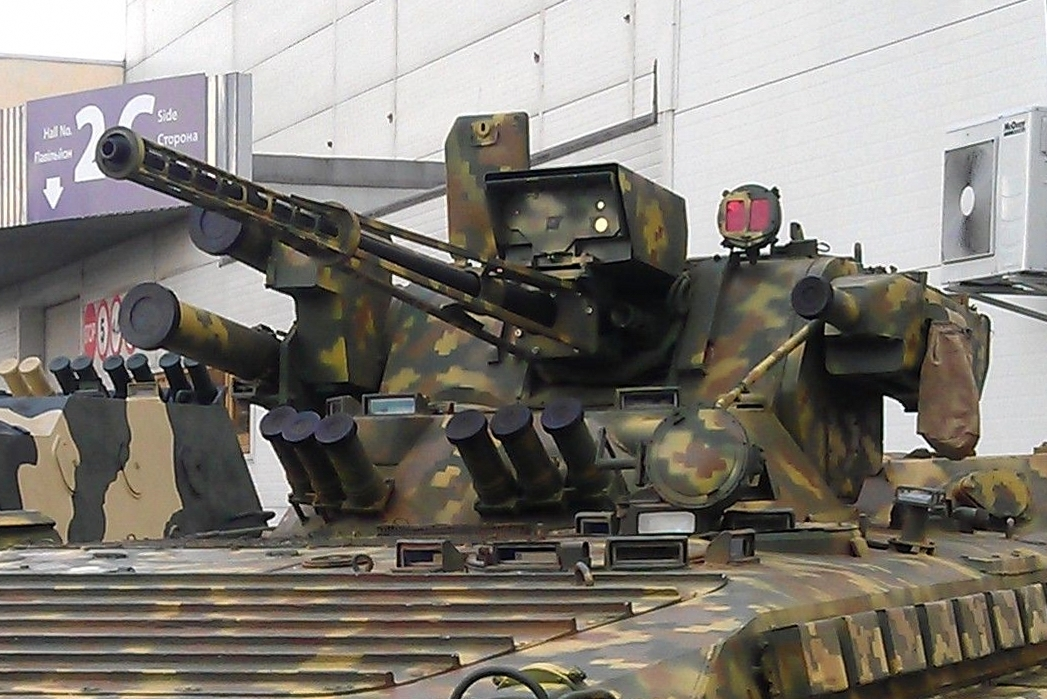
«Шквал» на БМП-1УМ

## Матеріали
- БОЙОВИЙ МОДУЛЬ КБА-105 «ШКВАЛ»[1] // «Укрспецекспорт»
- «Бойовий модуль "ШКВАЛ"»[6] // "Житомирський бронетанковий завод"
- Бронетехника Украины: итоги, потенциал, перспективы…